# Črnomerec
Črnomerec is een van de stadsdelen van de Kroatische hoofdstad Zagreb. Het stadsdeel ligt in het westelijke gedeelte van de stad en heeft (per 2001) 38.762 inwoners.
Wijken in Črnomerec zijn; "Ban Keglević", "Bartol Kašić", Gornja Kustošija, Kustošija centar, Jelenovac, Medvedgrad, Sveti Duh en Šestinski dol-Vrhovec.
Brezovica · Črnomerec · Donja Dubrava · Donji Grad · Gornja Dubrava · Gornji Grad - Medveščak · Maksimir · Novi Zagreb - istok · Novi Zagreb - zapad · Peščenica - Žitnjak · Podsljeme · Podsused - Vrapče · Sesvete · Stenjevec · Trešnjevka - jug · Trešnjevka - sjever · Trnje